# Movimento dei lavoratori cattolici
Il Movimento dei lavoratori cattolici (in inglese Catholic Worker Movement), è un'organizzazione cattolica degli Stati Uniti, fondata nel 1933 dalla Serva di Dio Dorothy Day e Peter Maurin, al fine di aiutare i senzatetto e i poveri di New York.

## Pensiero
Il Movimento dei lavoratori cattolici ha una vasta attività in termini di attenzione verso gli immigrati clandestini che arrivano negli Stati Uniti, avendo aperto circa 300 ostelli all'interno del paese. Oggi, questo movimento ha migliaia di soci negli Stati Uniti e nel Messico settentrionale.
Qualche volta viene presentato come un'organizzazione anarchica cristiana, ma è anche legato al distributismo e al pauperismo. Vi è anche da un punto di vista storico un'affinità con il sindacalismo internazionalista anarchico del Industrial Workers of the World, del quale i suoi fondatori erano membri.

## Convinzioni dei lavoratori cattolici
Il loro motto "vivere in armonia con la giustizia e la carità di Gesù Cristo".  
Secondo il cofondatore Peter Maurin, le seguenti sono le convinzioni dei lavoratori cattolici:
1. Moderato personalismo del cattolicesimo tradizionale.
2. Personale obbligo di prendersi cura delle esigenze del nostro fratello.
3. Pratica quotidiana delle Opere di Misericordia.
4. Case di Ospitalità per l'immediato soccorso di coloro che sono nel bisogno.
5. Creazione di Comuni Agricole in cui ciascuno opera secondo le sue capacità e riceve secondo le sue necessità.
6. Creazione di una nuova società entro il modello del vecchio ma con la filosofia del nuovo, che non è una nuova filosofia, ma una filosofia molto antica, una filosofia così vecchia che sembra nuova!